# Rigshospitalets Kirke
Rigshospitalets Kirke er en kirkesal beliggende i Rigshospitalet Blegdamsvejs sydkompleks mellem opgang 4 og 5. Til kirken er knyttet fire præster, der alle tilhører den danske folkekirke.
Kirkerummet blev istandsat i 2007-2008 i samarbejde med arkitekt Mathilde Petri. Den er udsmykket af Ruth Campau, med krucifiks af Hein Heinsen. Altersølv, dåbsfad og kande er lavet af sølvsmed Claus Bjerring.
Overfor kirken er der indrettet et bederum, primært for muslimer. Hospitalet har også en imam tilknyttet.

## Eksterne kilder og henvisninger
- Rigshospitalets Kirke hos KortTilKirken.dk